# ألبوم موسيقى تصويرية
ألبوم موسيقى تصويرية هو أي ألبوم يضم مقاطع موسيقية استعملت كموسيقى تصويرية لفيلم سينمائي أو برنامج تلفزيوني معين.  كان أول ألبوم من هذا النوع يشهد إصدارا تجاريًا هو ألبوم سنو وايت والأقزام السبعة لشركة والت ديزني ، وهو ألبوم للموسيقى التصويرية لفيلم سنو وايت والأقزام السبعة لعام 1938.  كان أول ألبوم موسيقى تصويرية لفيلم أوركسترالي هو ألبوم فيلم Rudyard Kipling's Jungle Book للمخرج ألكسندر كوردا عام 1942، والذي ألفه ميكلوس روزسا . 